# President d'Albània
El president d'Albània (en albanès: Presidenti i Shqipërisë), oficialment President de la República d'Albània (en albanès: Presidenti i Republikës së Shqipërisë) és el cap de l'Estat, comandant en cap dels militars i representant de la unitat del poble albanès.
El president té la potestat de fixar la data de les eleccions al Parlament, així com de referèndum, concedeix indults i premis. En cas d'incapacitat per exercir els seus càrrecs, el president del Parlament assumeix el càrrec de president en funcions fins que el president reprèn el càrrec o fins a l'elecció d'un nou president. L'Oficina del president d'Albània consta de la plantilla immediata del president del país, a més de donar suport al personal que els informa. L'oficina està a l'oficina presidencial de la ciutat de Tirana. La Constitució d'Albània defineix l'aparença i l'ús de la norma presidencial, que s'utilitza en edificis de l'Oficina del President, la residència del president, els vehicles de transport quan l'utilitza el president i en altres ocasions cerimonials. Es reconeix al cònjuge del president com a la primera dama d'Albània, encara que no exerceix cap funció oficial a la presidència. Sovint fa un paper protocol·lari al Palau Presidencial i durant visites oficials.
El president és elegit per votació secreta i sense debat per l'Assemblea de la República d'Albània per una majoria de les cinc cinquenes parts de tots els seus membres i és elegit per cinc anys. Tanmateix, la Constitució d'Albània estableix un límit màxim de dos mandats. El president electe està obligat a prestar jurament al càrrec davant els membres del Parlament d'Albània.
El setè i actual titular és Ilir Meta del Moviment Socialista per la Integració que va prendre possessió del càrrec el 24 de juliol del 2017.

## Llista de presidents (1925 – present)
| República Albanesa (1925–1928)     |                           |                              |                      |                      |                                       |
| 1er                                |                           | Ahmet Zogu (1895–1961)       | 1 febrer 1925        | 1 setembre 1928      | Partit Conservador d'Albània          |
| 1er                                | 3 anys i 7 mesos          | Ahmet Zogu (1895–1961)       |                      |                      | Partit Conservador d'Albània          |
| República d'Albània (1991–present) |                           |                              |                      |                      |                                       |
| 2n                                 |                           | Ramiz Alia (1924–2011)       | 30 d'abril de 1991   | 3 d'abril de 1992    | Partit del Treball d'Albània          |
| 2n                                 | 11 mesos i 4 dies         | Ramiz Alia (1924–2011)       |                      |                      | Partit del Treball d'Albània          |
| 3r                                 |                           | Sali Berisha (nascut 1944)   | 9 d'abril de 1992    | 24 de juliol de 1997 | Partit Democràtic d'Albània           |
| 3r                                 | 5 anys, 3 mesos i 15 dies | Sali Berisha (nascut 1944)   |                      |                      | Partit Democràtic d'Albània           |
| 4t                                 |                           | Rexhep Meidani (nascut 1944) | 24 de juliol de 1997 | 24 de juliol de 2002 | Partit Socialista d'Albània           |
| 4t                                 | 5 anys                    | Rexhep Meidani (nascut 1944) |                      |                      | Partit Socialista d'Albània           |
| 5è                                 |                           | Alfred Moisiu (nascut 1929)  | 24 de juliol de 2002 | 24 de juliol de 2007 | Consensuat                            |
| 5è                                 | 5 anys                    | Alfred Moisiu (nascut 1929)  |                      |                      | Consensuat                            |
| 6è                                 |                           | Bamir Topi (nascut 1957)     | 24 de juliol de 2007 | 24 de juliol de 2012 | Partit Democràtic d'Albània           |
| 6è                                 | 5 anys                    | Bamir Topi (nascut 1957)     |                      |                      | Partit Democràtic d'Albània           |
| 7è                                 |                           | Bujar Nishani (nascut 1964)  | 24 de juliol de 2012 | 24 de juliol de 2017 | Partit Democràtic d'Albània           |
| 7è                                 | 5 anys                    | Bujar Nishani (nascut 1964)  |                      |                      | Partit Democràtic d'Albània           |
| 8è                                 |                           | Ilir Meta (nascut 1969)      | 24 de juliol de 2017 | En exercici          | Moviment Socialista per la Integració |
| 8è                                 | exercint...               | Ilir Meta (nascut 1969)      |                      |                      | Moviment Socialista per la Integració |